# 누마노사와역
누마노사와역(일본어: 沼ノ沢駅)은 일본 홋카이도 유바리시에 위치한 홋카이도 여객철도 세키쇼 선 유바리 지선의 철도역이다. 역 번호는 Y21이며, 단선 승강장 1면 1선의 구조를 갖춘 지상역이다. 유바리 지선이 폐선되어서, 폐지되었다.

## 역 주변
- 1905년 11월 15일 : 홋카이도 탄광철도의 화물역으로서 개업.
- 1906년 10월 1일 : 홋카이도 탄광 철도의 철도 노선 국유화에 의해, 일본국유철도로 이관.
- 1909년 10월 12일 : 선로 명칭 제정에 의해, 유바리 선 소속이 되었다.
- 1910년 8월 16일 : 여객 영업을 개시, 일반역으로 되었다.
- 1911년 : 홋카이도 탄광 기선에 의해 마야치 탄광 폐광. 저탄장 보다 이 역까지 마차 궤도 부설.
- 1913년 12월 : 홋카이도 탄광 기선 마야치 탄광 전용 철도가 개업. 마차 궤도 폐지.
- 1986년 11월 : 무인역화.
- 1987년
  - 4월 1일 : 일본국유철도 분할 민영화에 의해, 홋카이도 여객철도가 승계.
  - 10월 13일 : 전용 철도 폐지, 화물 열차의 발착이 없어졌다.
- 1990년 4월 1일 : 일본화물철도의 역이 폐지되어, 화물 열차 영업 종료.
- 2019년 4월 1일 : 유바리 지선 폐선으로 폐지

## 인접 역
| 홋카이도 여객철도 세키쇼 선 (유바리 지선) | 홋카이도 여객철도 세키쇼 선 (유바리 지선) | 홋카이도 여객철도 세키쇼 선 (유바리 지선) |
| ----------------------------------------- | ----------------------------------------- | ----------------------------------------- |
| K 20 신유바리 신유바리 방면               | ■ 유바리 지선                             | 미나미시미즈사와 Y 22 유바리 방면         |